# The Gallop of Death
The Gallop of Death és una pel·lícula muda dirigida per Henry J. Vernot, estrenada el 21 de gener de 1913 i protagonitzada per Alec B. Francis, entre d'altres. La pel·lícula, produïda per l'Éclair America, es caracteritzava pel fet que, igual que en una anterior (A Tammany Boarder) hi actuava un tigre de Bengala.

## Argument
En arribar de lluna de mel després d'haver fet la volta al món els Bryan arriben a casa a Nova York amb un tigre domat que han comprat a l'Índia. Amb ells arriba el domador hindú que el cuida. Poc després apareix la tensió en el matrimoni en arribar una carta del primer marit de Mrs. Bryan, Sir Henry Abernathy, amb qui havia estat casat a Anglaterra. La carta diu que s'ha assabentat que s'ha tornat a casar contradient l'acord de divorci. Diu que ha vingut als Estats Units i que la vol veure. Per tal d'evitar l'escàndol amb el seu marit li concedeix una entrevista i es troben passejant a cavall. Ell li demana que deixi el seu marit i que fugin plegats a Anglaterra. Ella s'hi nega i en intentar Sir Henry forçar la situació ella el pega amb el fuet i fuig al galop. Davant això ell decideix venjar-se.
Volent evitar l'escàndol, Mrs. Bryan convenç el seu marit de vendre la casa i canviar d'aires. Sir Henry es presenta a casa seva pretenent ésser un possible comprador. Quan li ensenyen el bany, sense que ningú se n'adoni vessa vidriol en una palangana d'aigua de rentar-se. Quan ella retorna de galopar una estona, decideix anar-se a refrescar i cau en el parany. Els crits atreuen els criats i també el domador hindú que troba a terra un mocador que li fa despertar les seves sospites. El fa olorar el tigre i l'allibera per tal que segueixi el rastre. Aconsegueixen atrapar Sir Henry i el porten a la policia.
Mentrestant, Mrs Bryan està convençuda que ha quedat cega a causa de l'àcid i decideix morir que abans que el seu marit conegui el seu passat. Per això es fa ensellar de nou el cavall i cavalca cap als penya-segats del Hudson per estimbar-s'hi i morir arrossegada pel corrent. En aquell moment arriba el seu marit i en veure els plans de la dona es llença a cavall a la seva persecució i aconsegueix detenir-la. Poques setmanes després ella recupera la visió i també la felicitat amb el seu marit.

## Repartiment
- Alec B. Francis (Sir Henry Abernathy)
- Lamar Johnstone (Mr. James Bryan)
- Nancy Avril (Mrs. Bryan)